# 다지베역
다지베역(일본어: 丹治部駅)은 일본 오카야마현 니미시에 위치한 서일본 여객철도 기신 선의 철도역이다. 단선 승강장 1면 1선의 구조를 갖춘 지상역이다.

## 이용 현황
| 승차 인원 추이 | 승차 인원 추이 |
| 연도           | 1일 평균       |
| -------------- | -------------- |
| 1999           | 33             |
| 2000           | 30             |
| 2001           | 29             |
| 2002           | 31             |
| 2003           | 28             |
| 2004           | 29             |
| 2005           | 19             |
| 2006           | 14             |
| 2007           | 15             |
| 2008           | 14             |
| 2009           | 14             |
| 2010           | 9              |
| 2011           | 13             |

## 역 주변
- 다지베 우체국

## 역사
- 1930년 12월 11일 : 사쿠비 선 주고쿠카쓰야마 - 이와야마 간 연신 시에 개업.
- 1936년 10월 10일 : 사쿠비 선이 기신 선의 일부로 되어, 이 역도 그 소속으로 한다.
- 1987년 4월 1일 : 일본국유철도 분할 민영화에 의해, 서일본 여객철도가 승계.
- 2011년 3월 1일 : 간이 위탁을 폐지.

## 인접 역
| 서일본 여객철도 기신 선 | 서일본 여객철도 기신 선 | 서일본 여객철도 기신 선 |
| ----------------------- | ----------------------- | ----------------------- |
| 오사카베 히메지 방면    | ■ 기신 선               | 이와야마 니미 방면      |